# Лагрене, Ансельм Франсуа
Ансе́льм Франсуа́ Лагрене́ (фр. Anthelme-François Lagrenée; 14 декабря 1774, Париж — 27 апреля 1832, Париж) — французский рисовальщик и живописец-миниатюрист.

## Биография

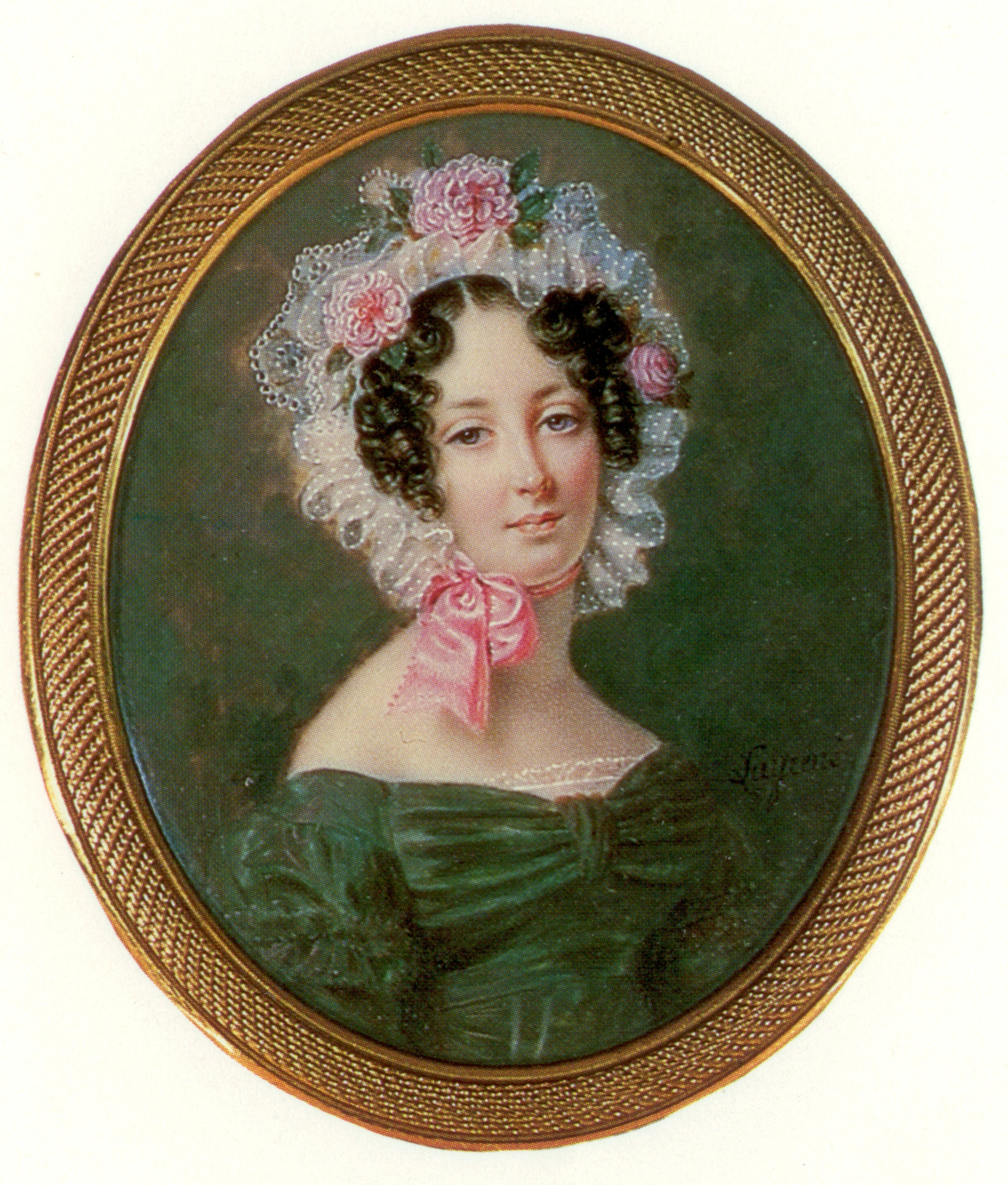
А. Ф. Лагрене. Портрет молодой дамы. Миниатюра. 1820-е гг. Государственный Эрмитаж, Санкт-Петербург

Ансельм Франсуа Лагрене был сыном известного французского живописца Луи Жана-Франсуа Лагрене Старшего (1725—1805, профессора и директора Академии художеств в Санкт-Петербурге (1760—1762), директора Французской академии в Риме (1781—1787).
Вначале он учился рисунку и живописи у своего отца, затем у художника-миниатюриста Ф. А. Венсана. Жил и работал в Париже. Вынужден был на некоторое время отказаться от искусства, побывав в 1793 году на службе в армии. Затем, подобно отцу и дяде, посетил Россию. После того, как отец в 1763 года покинул Санкт-Петербург, сын прибыл в Северную Пальмиру в 1817 году и работал там до 1825 года. За восемь лет своего пребывания в России снискал популярность в среде русской аристократии. Пользовался благосклонностью императора Александра I. Лагрене Младший приобрёл известность миниатюрными портретами, стилизуя их под античные камеи, что было вполне в духе «русского ампира» эпохи императора Александра I.
Он также зарекомендовал себя как «исторический живописец» и художник батального жанра. Особенное мастерство по отзывам современников Лагрене проявил в изображениях лошадей и всадников. Лагрене также сделал много рисунков, изображающих русские типы, нравы, обычаи и костюмы. Но более всего были популярны его миниатюрные портреты. А. Г. Муравьева, жена декабриста, писала свекрови Екатерине Фёдоровне из Читы в апреле 1827 года:

 «Закажите свой портрет в Москве Лагрене. Он сделал портрет маменьки столь похожий, что только не говорит» 
Этой «похожестью» и привлекали произведения французского мастера. Миниатюры Лагрене хранятся в Государственном Эрмитаже в Санкт-Петербурге, Государственной Третьяковской галерее в Москве, Государственном Русском музее и в других собраниях.
По возвращении во Францию он также работал над миниатюрами. В 1799—1831 годах регулярно выставлял свои работы в парижском Салоне. Лагрене скончался в Париже 27 апреля 1832 года от холеры.

## Галерея

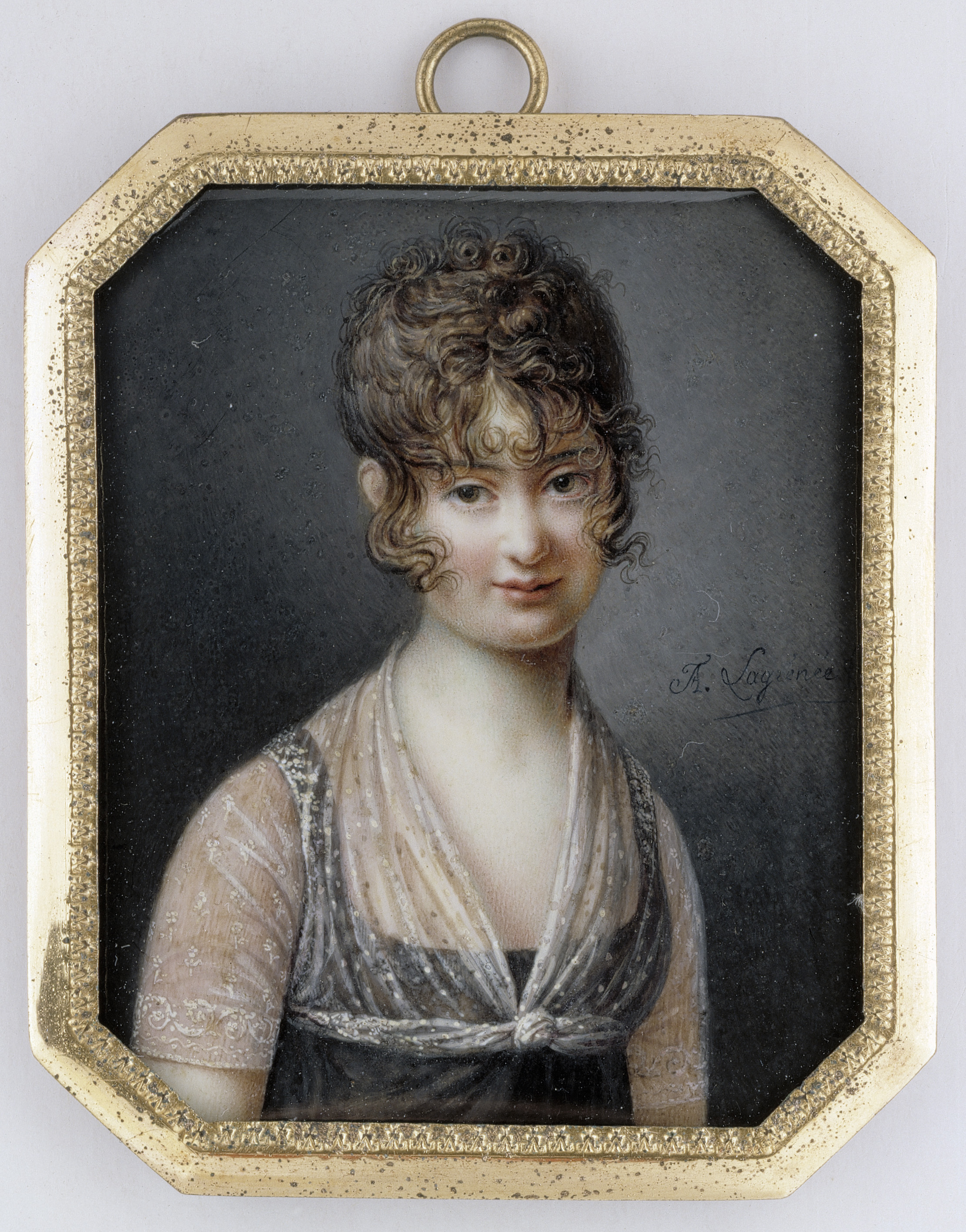
Портрет молодой дамы, около 1805 г.
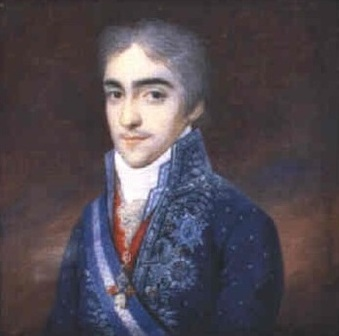
Портрет дона Педро Карлоса де Бурбона (?), 1807 г.
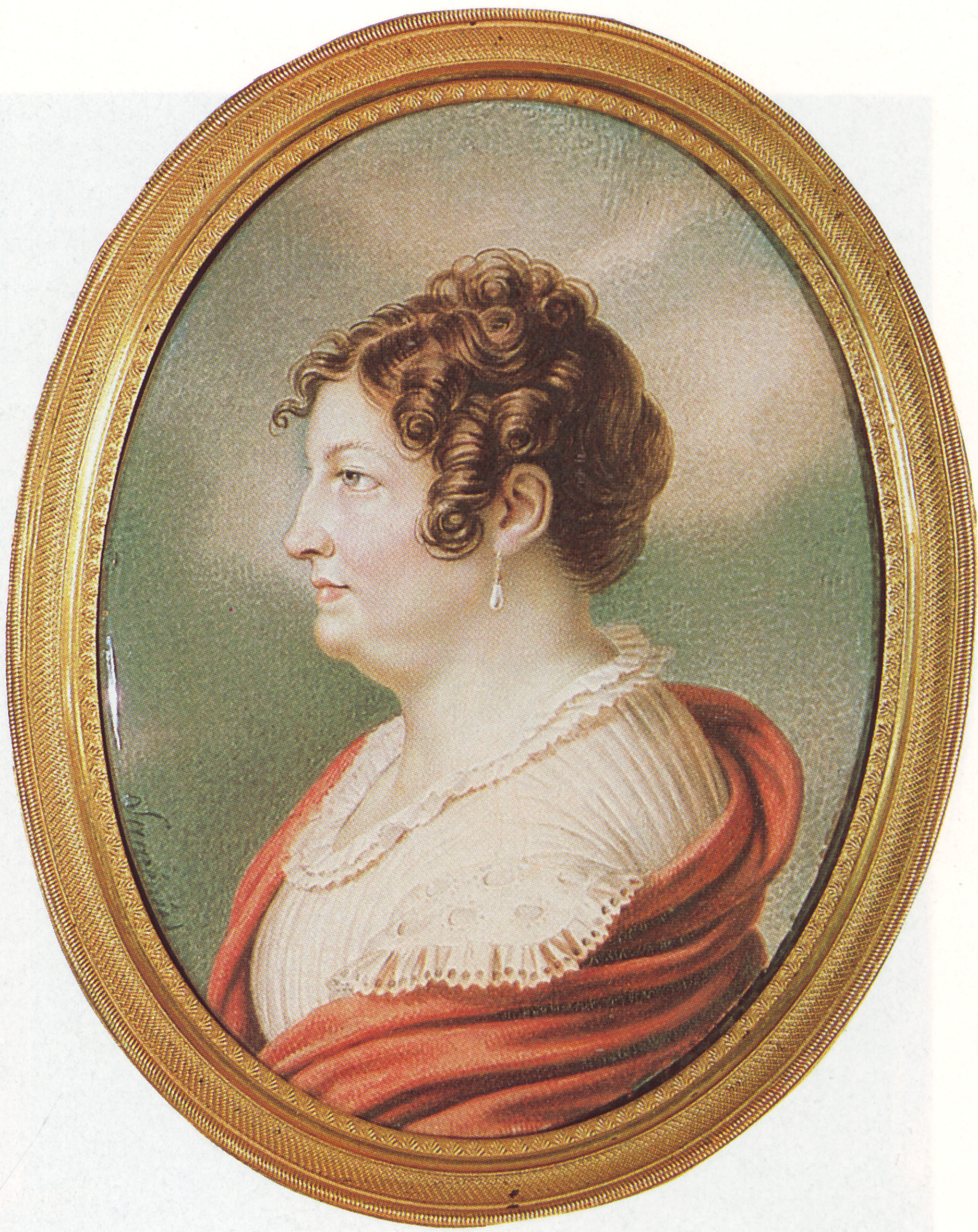
Портрет Марии Алексеевны Нарышкиной, конец 1810-х
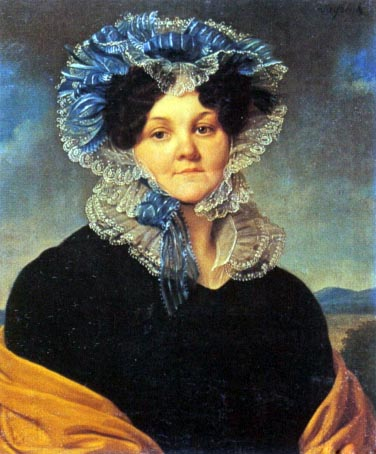
Портрет Натальи Григорьевны Охотниковой конец 1810-х - начало 1820-х гг.
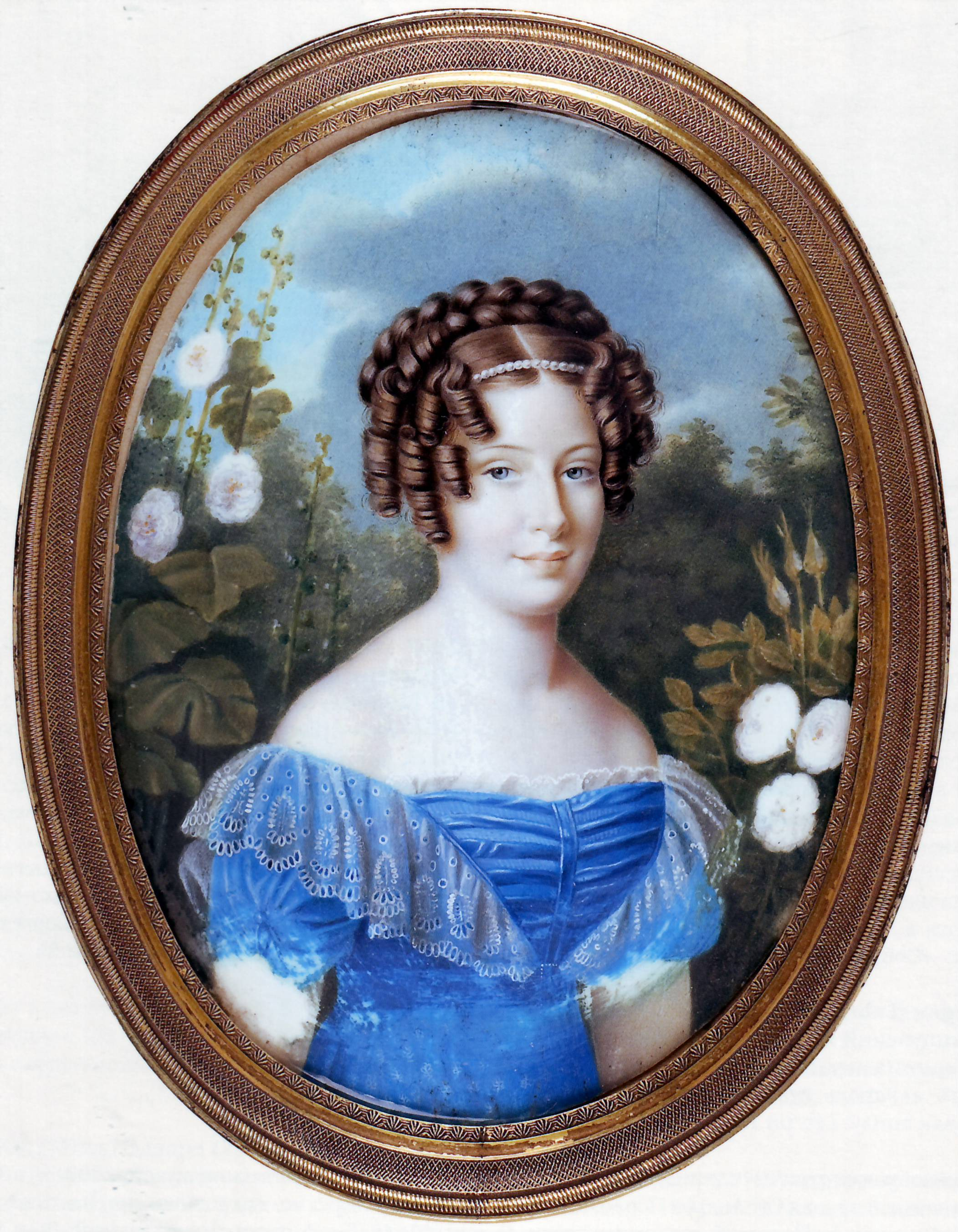
Портрет великой княгини Александры Фёдоровны, конец 1810-х - начало 1820-х гг.
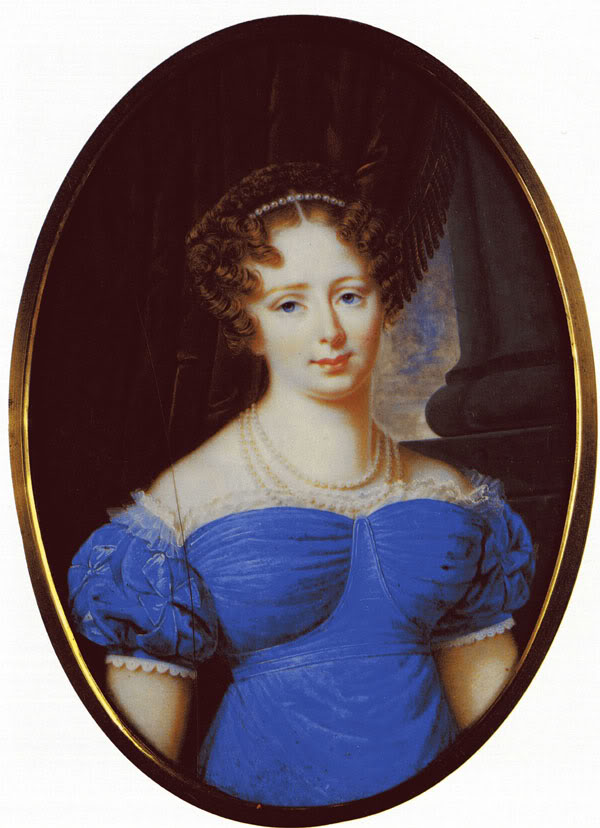
Портрет великой княгини Елены Павловны, 1820-е гг.
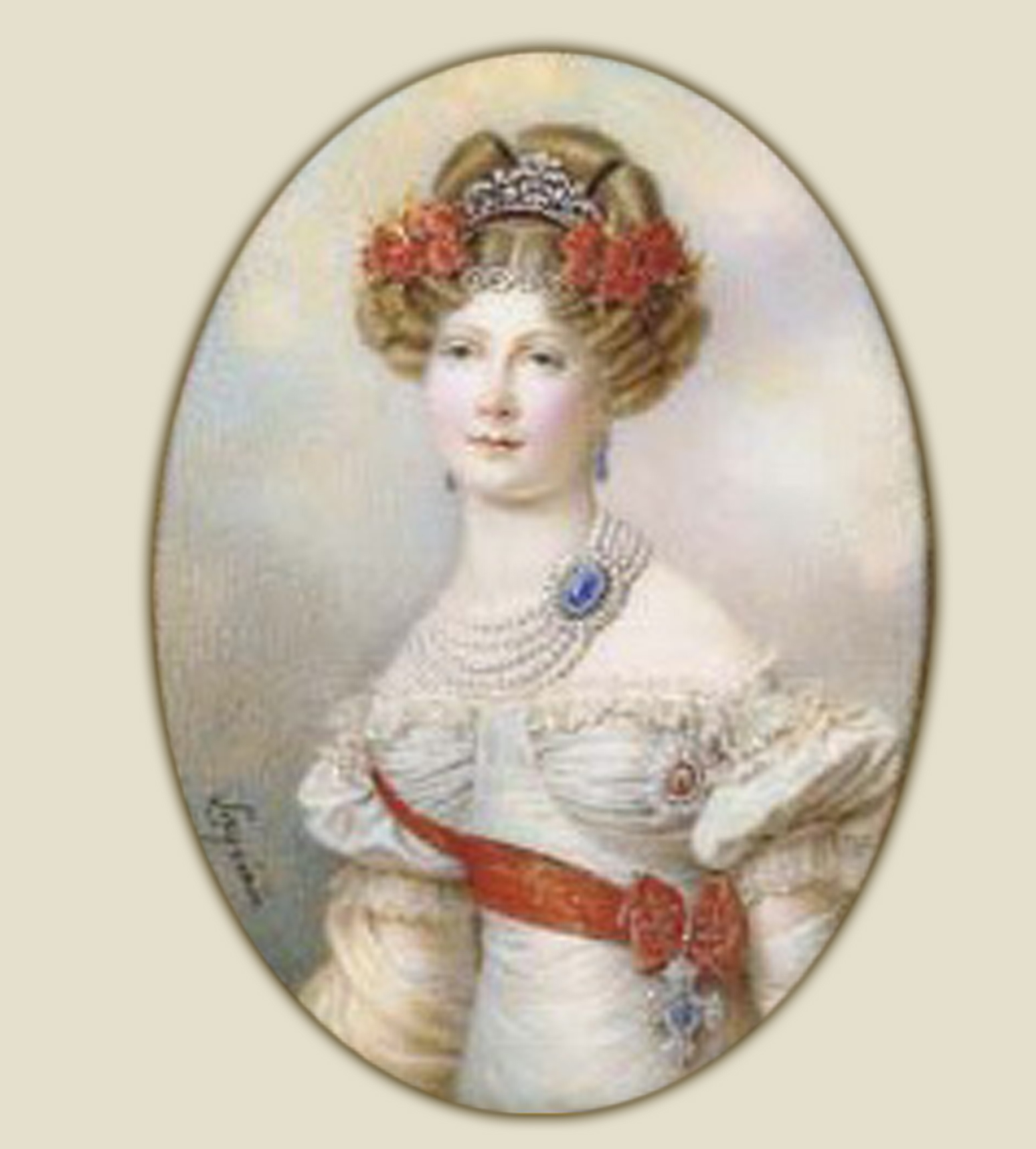
Портрет великой княгини Елены Павловны, 1820-е гг.
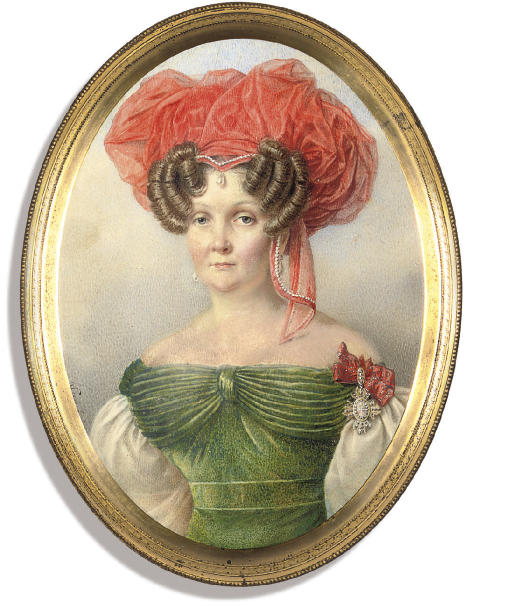
Портрет Екатерины Александровны Кологривовой, 1820-е гг.
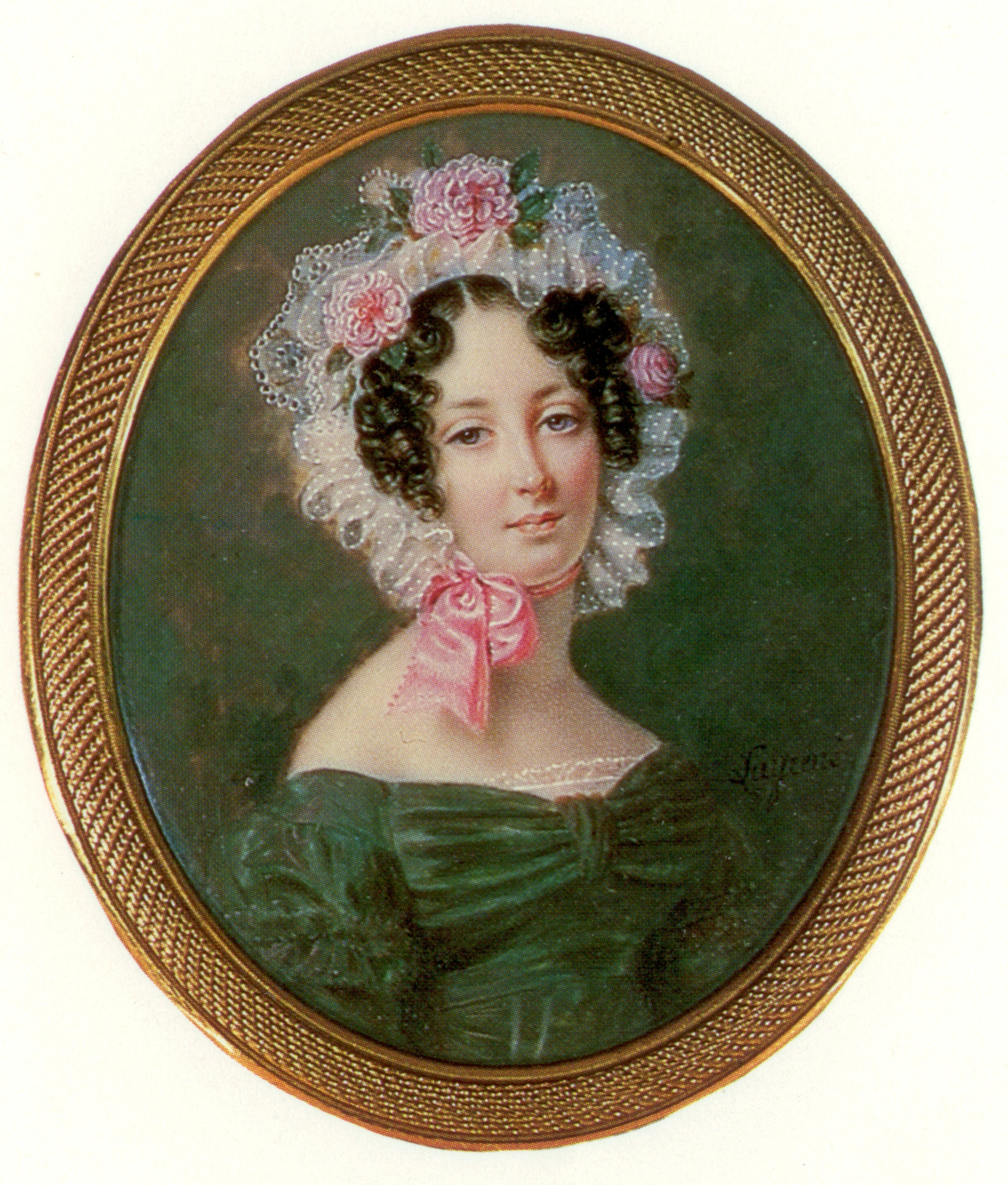
Портрет молодой дамы, 1820-е гг.
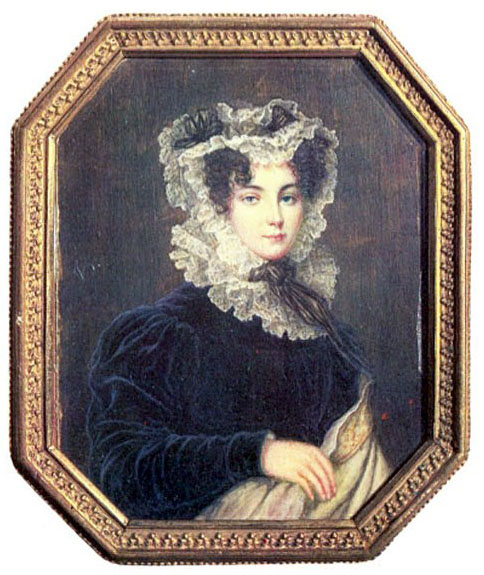
Портрет княжны Елизаветы Алексеевны Голицыной, 1820-е гг.
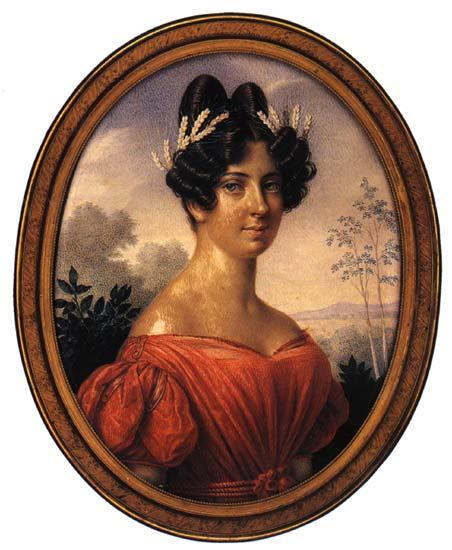
Портрет княгини Марии Васильевны Кочубей, 1820-е гг.
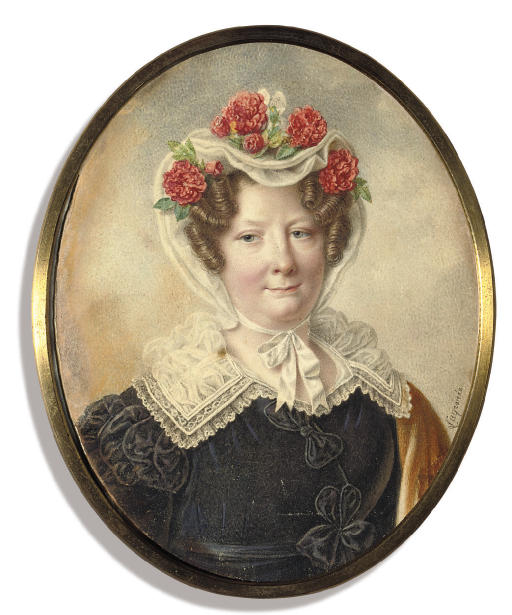
Портрет Софьи Владимировны Паниной, 1820-е гг.
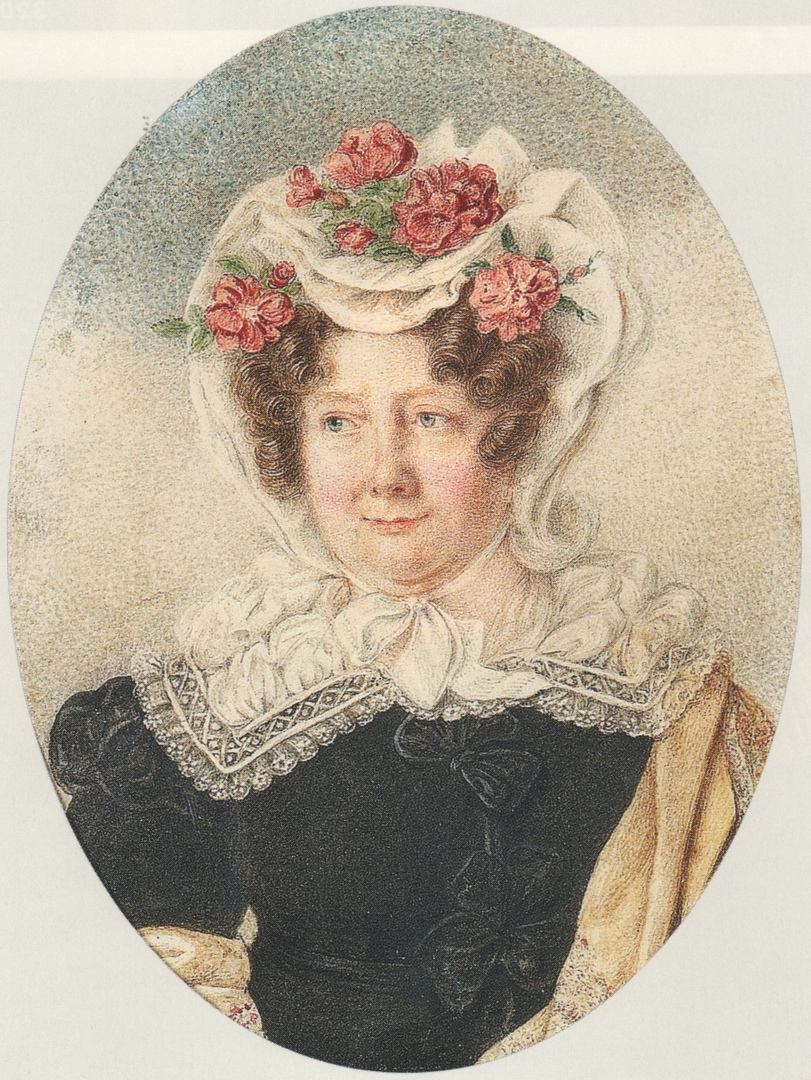
Портрет Софьи Владимировны Паниной, 1820-е гг.
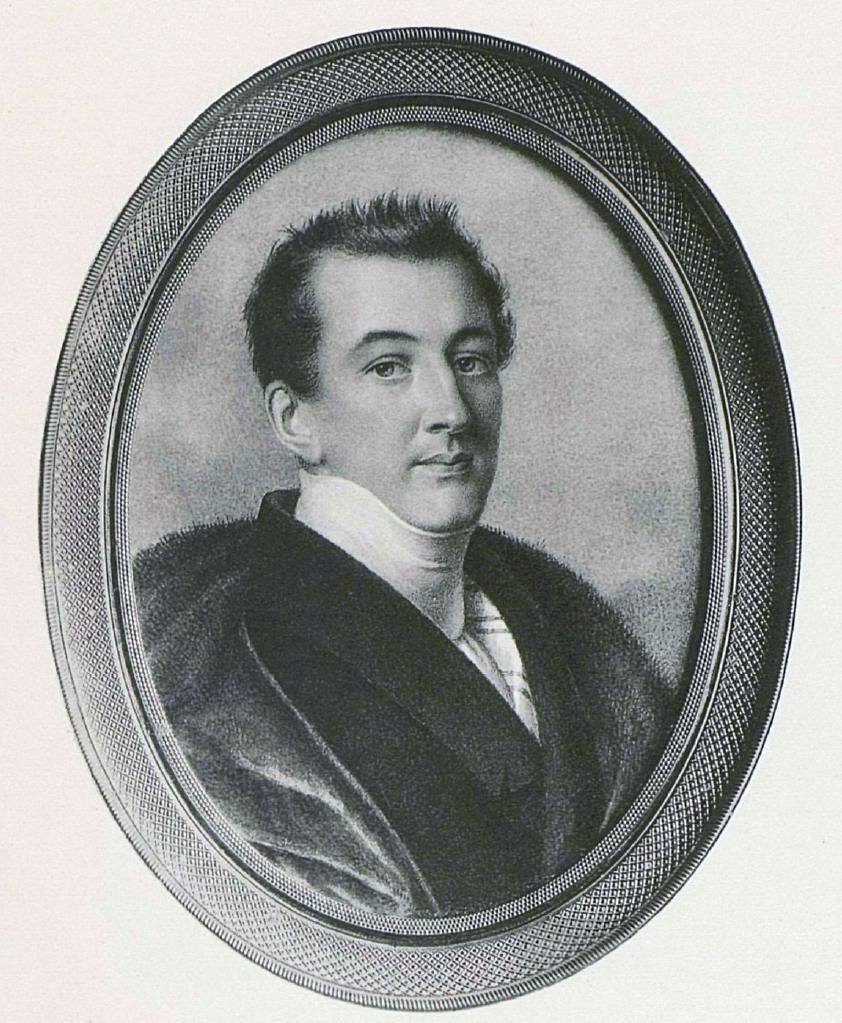
Портрет Александра Никитича Панина, 1820-е гг.
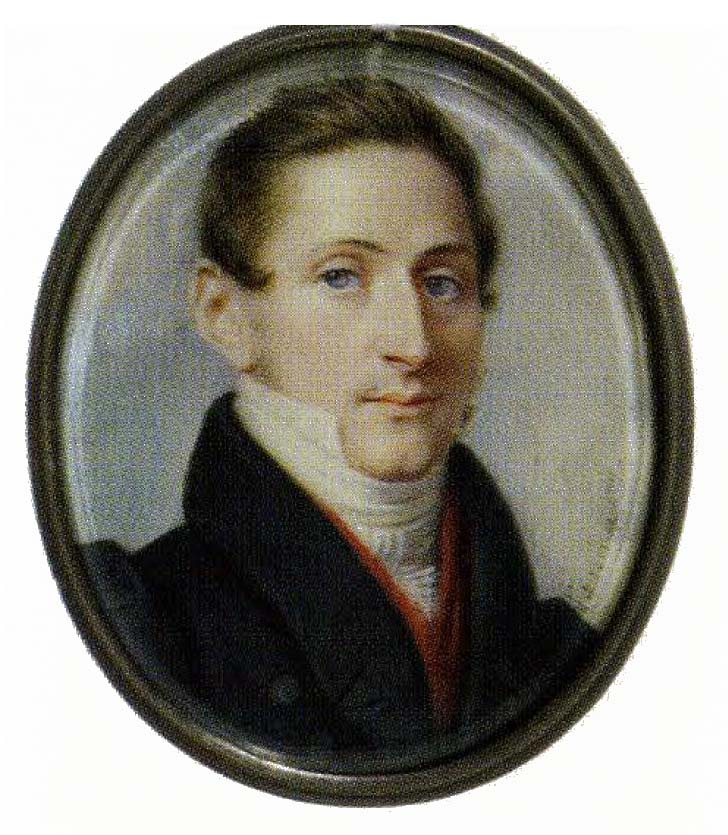
Портрет Александра Никитича Панина, 1820-е гг.
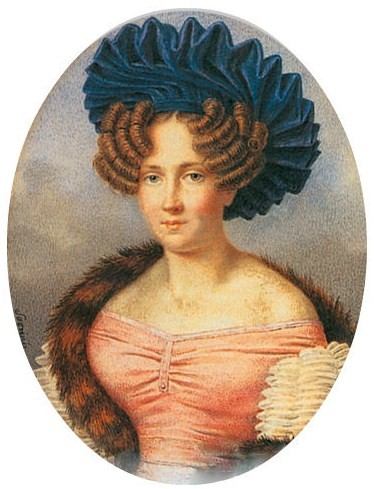
Портрет Александры Сергеевны Паниной, 1820-е гг.
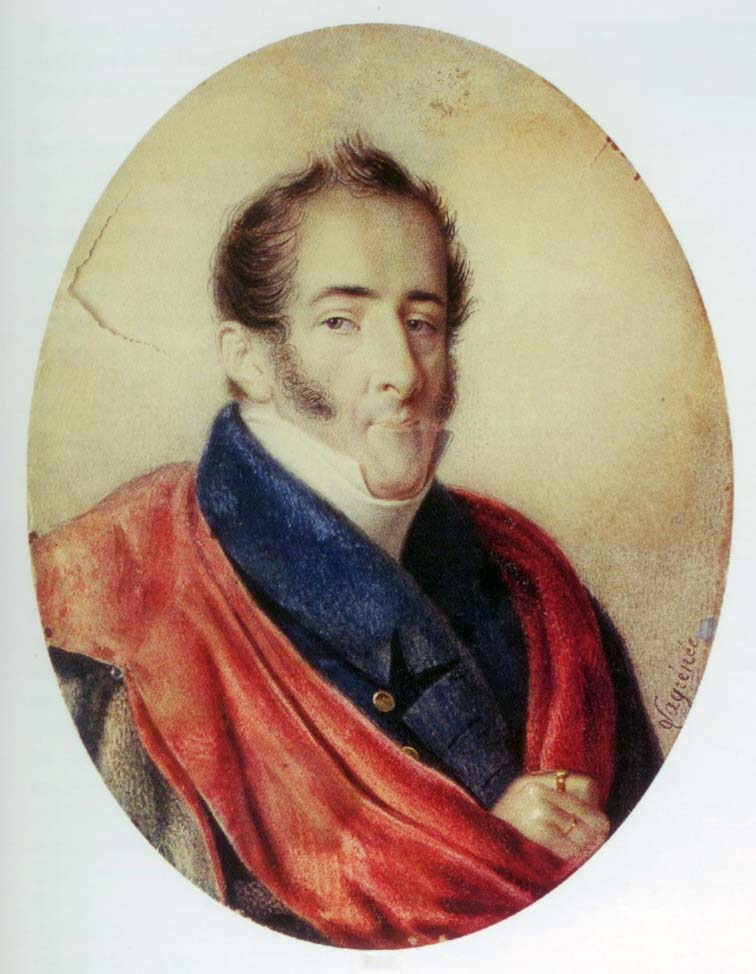
Портрет Петра Фёдоровича Балк-Полева, 1820-е гг.
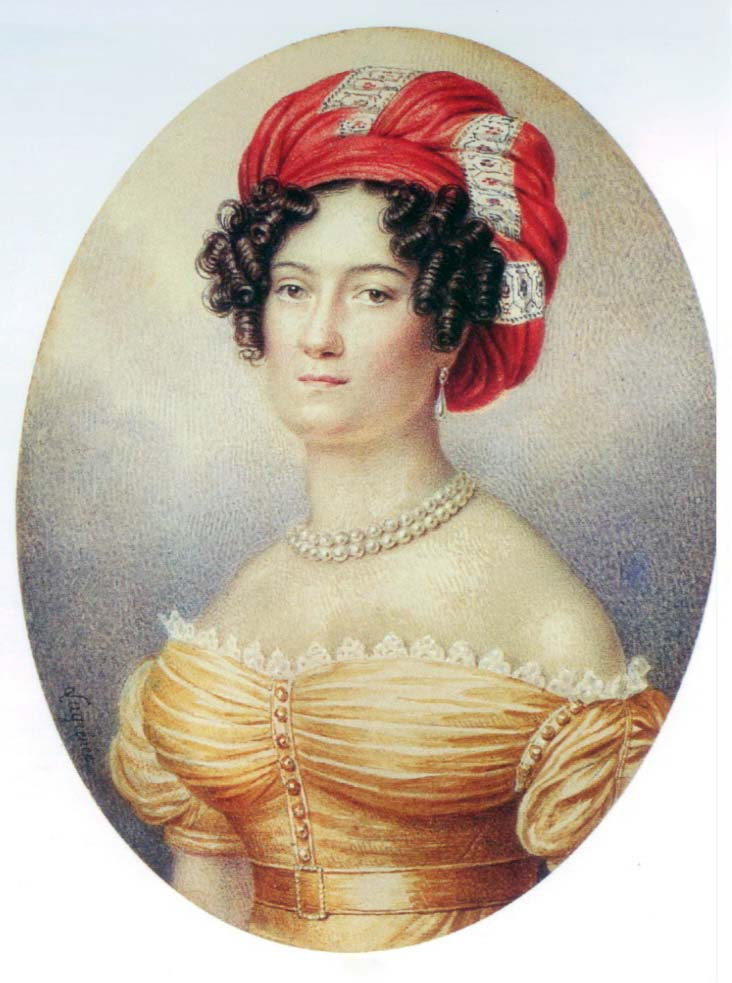
Портрет Варвары Николаевны Балк-Полевой, 1820-е гг.
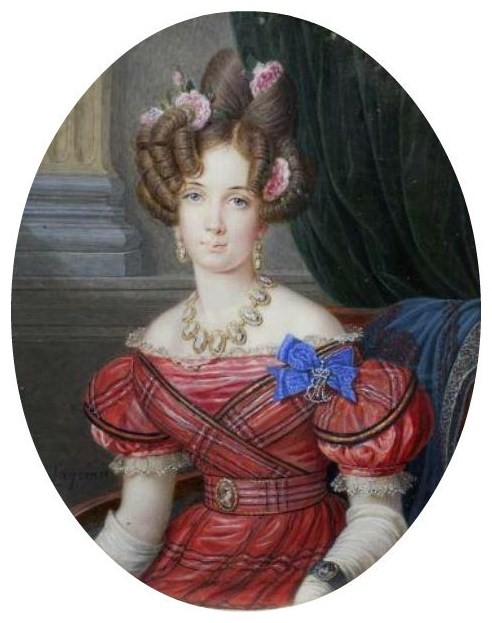
Портрет графини Натальи Викторовны Строгановой, 1820-е гг.
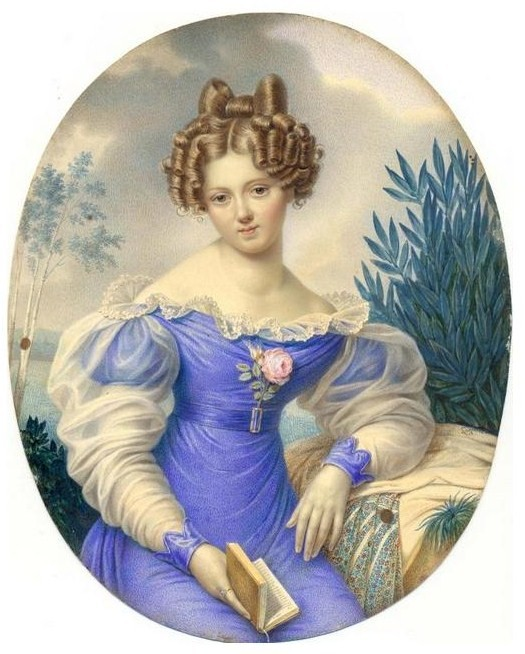
Портрет княгини Екатерины Сергеевны Мещерской, 1820-е гг.
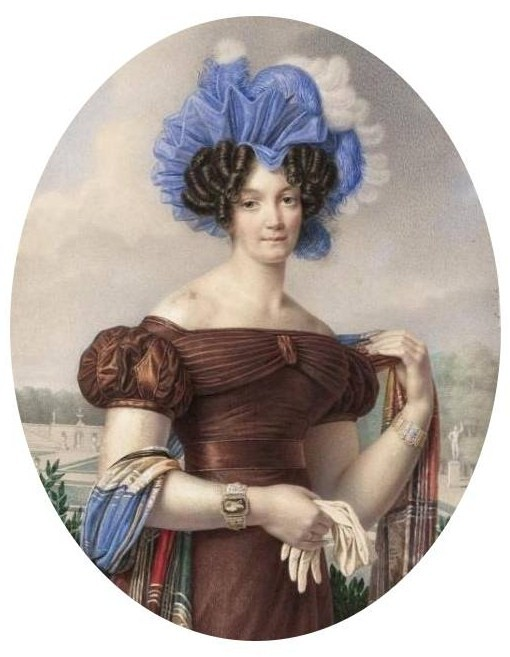
Портрет Прасковьи Александровны Новосильцевой, 1820-е гг.
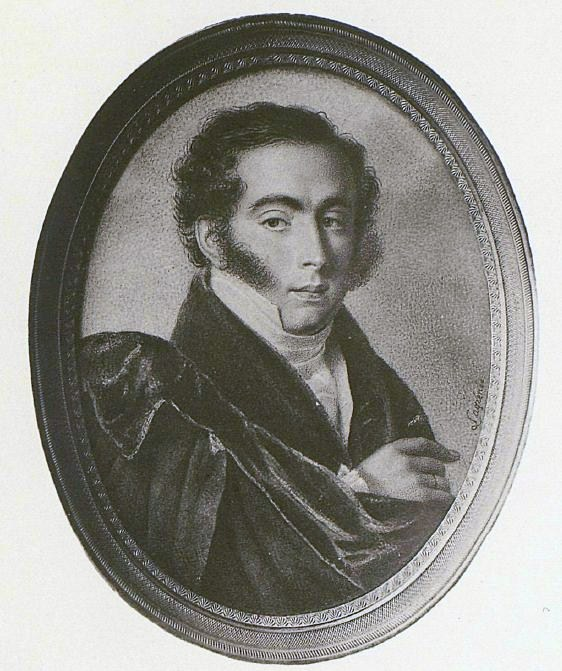
Портрет графа Василия Петровича Завадовского, 1820-е гг.
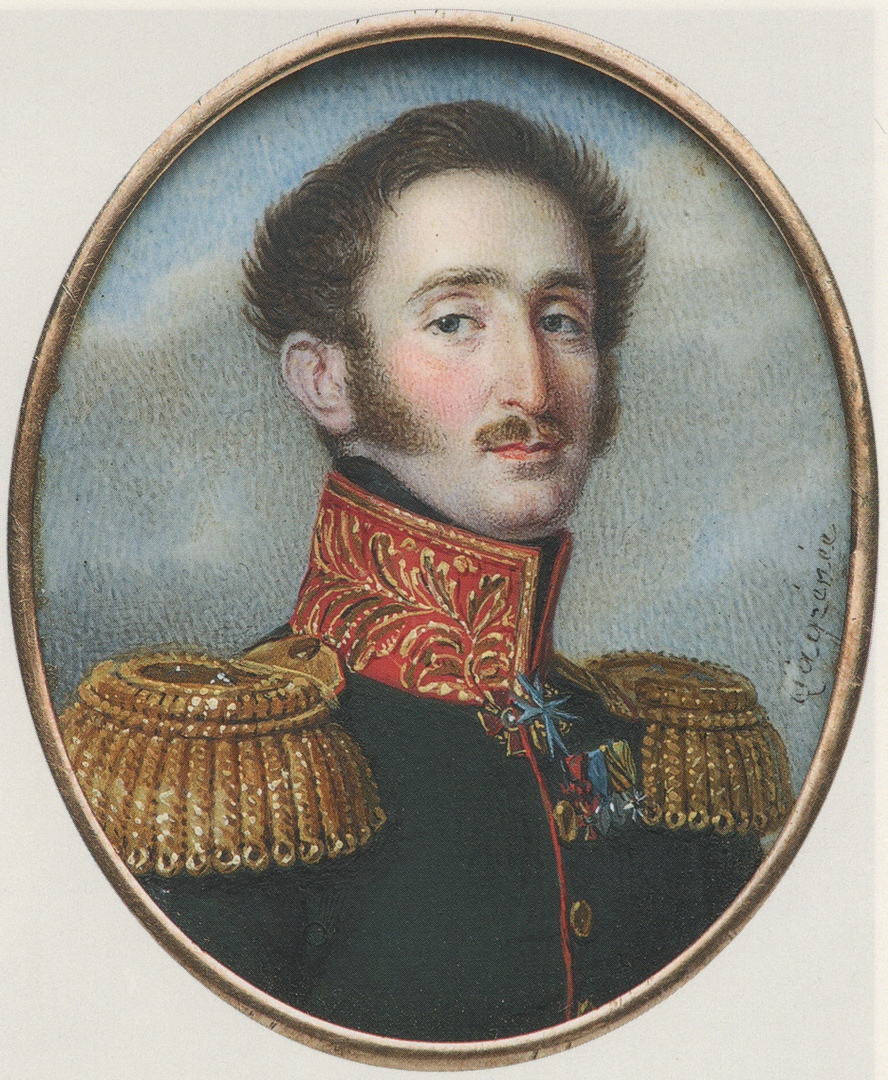
Портрет Александра Васильевича Пашкова, 1820-е гг.
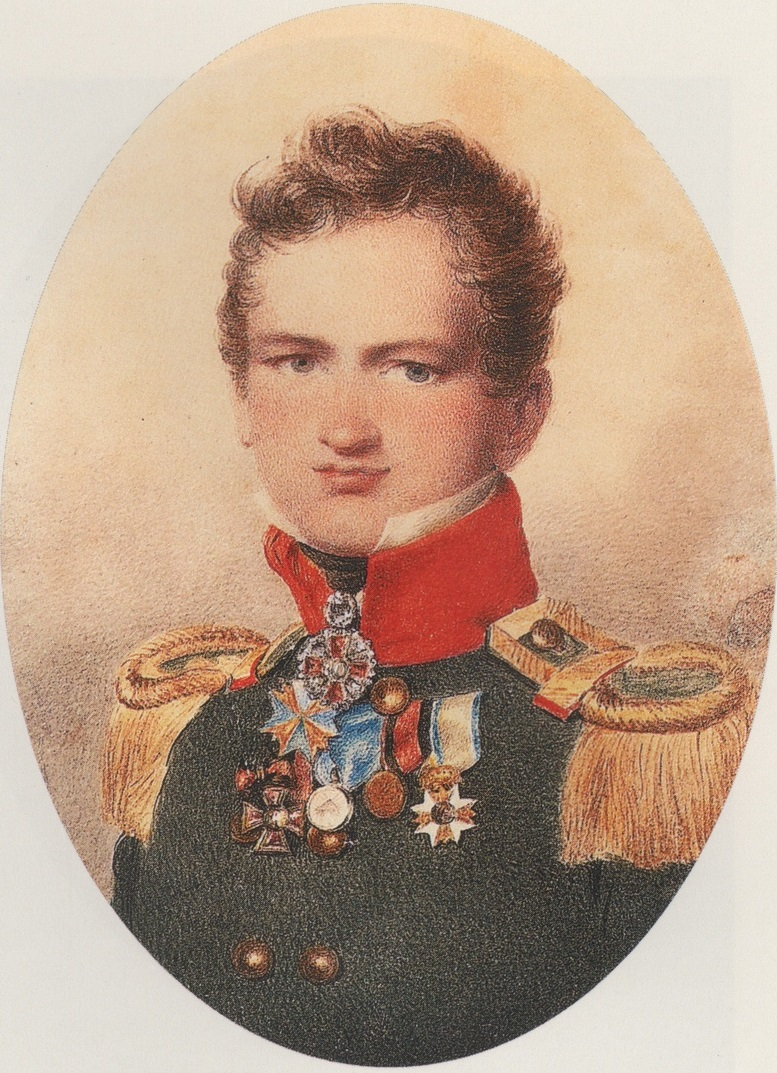
Портрет Дмитрия Васильевича Нарышкина, 1817 г.
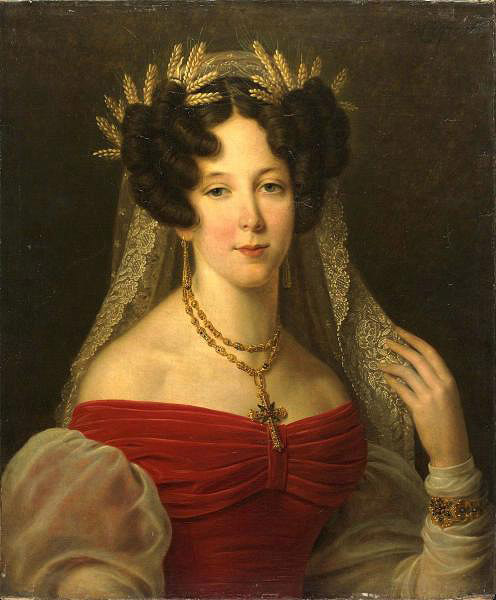
Портрет княгини Веры Фёдоровны Вяземской (?), 1820-е гг.
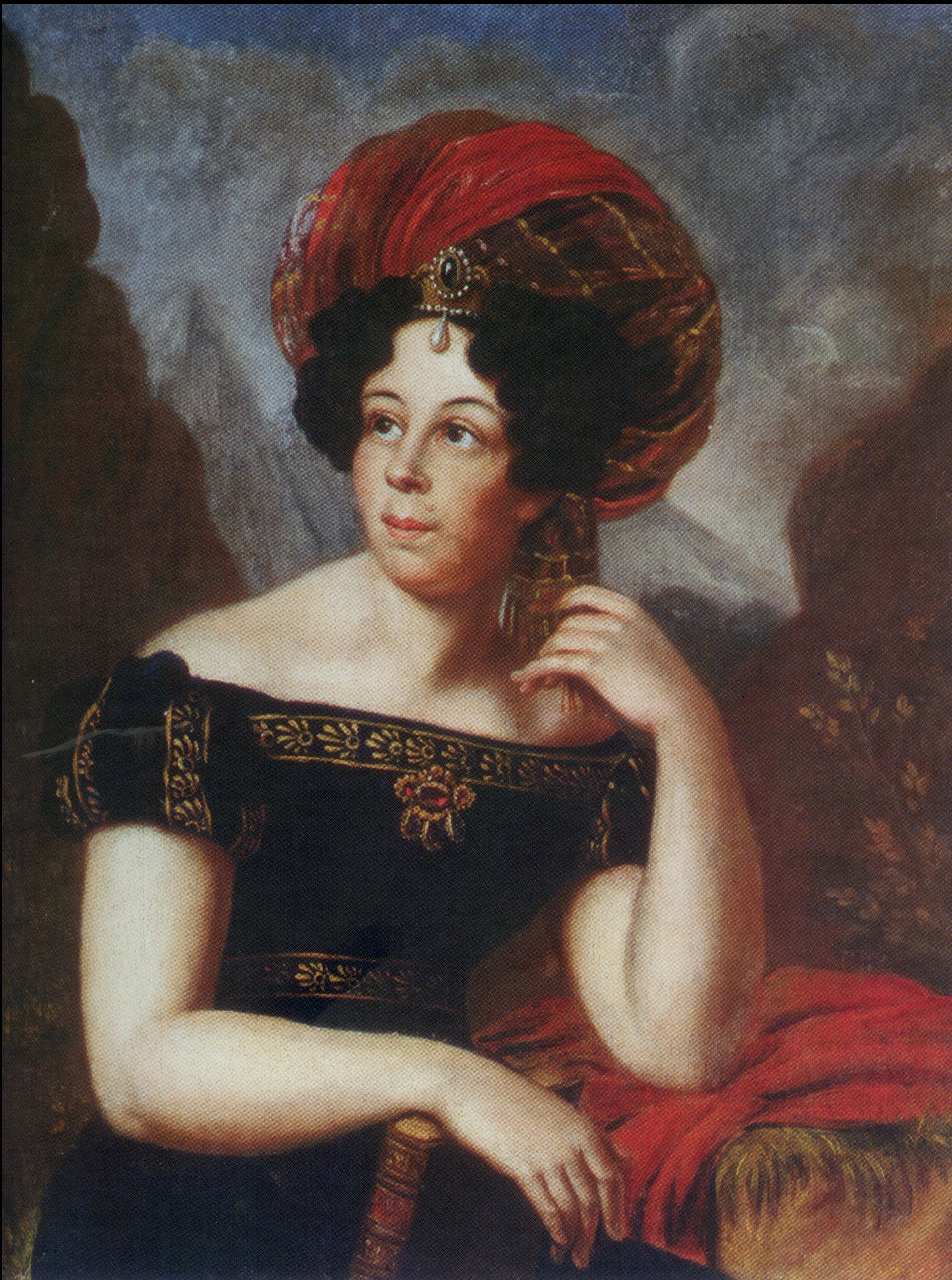
Портрет графини Екатерины Петровны Риччи, 1820 г.
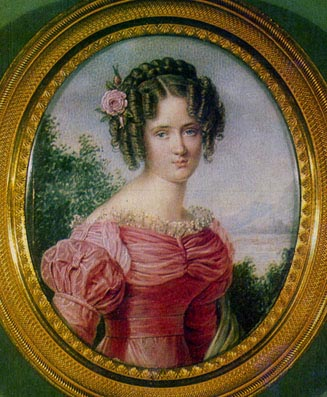
Портрет Елены Николаевны Раевской, 1821 г.
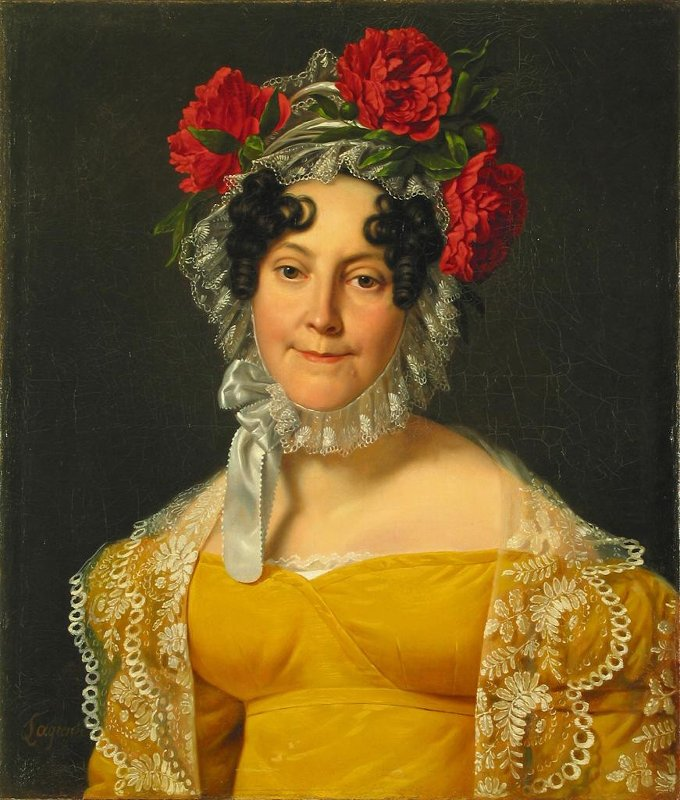
Портрет княгини Наталии Ивановны Куракиной, 1822 г.
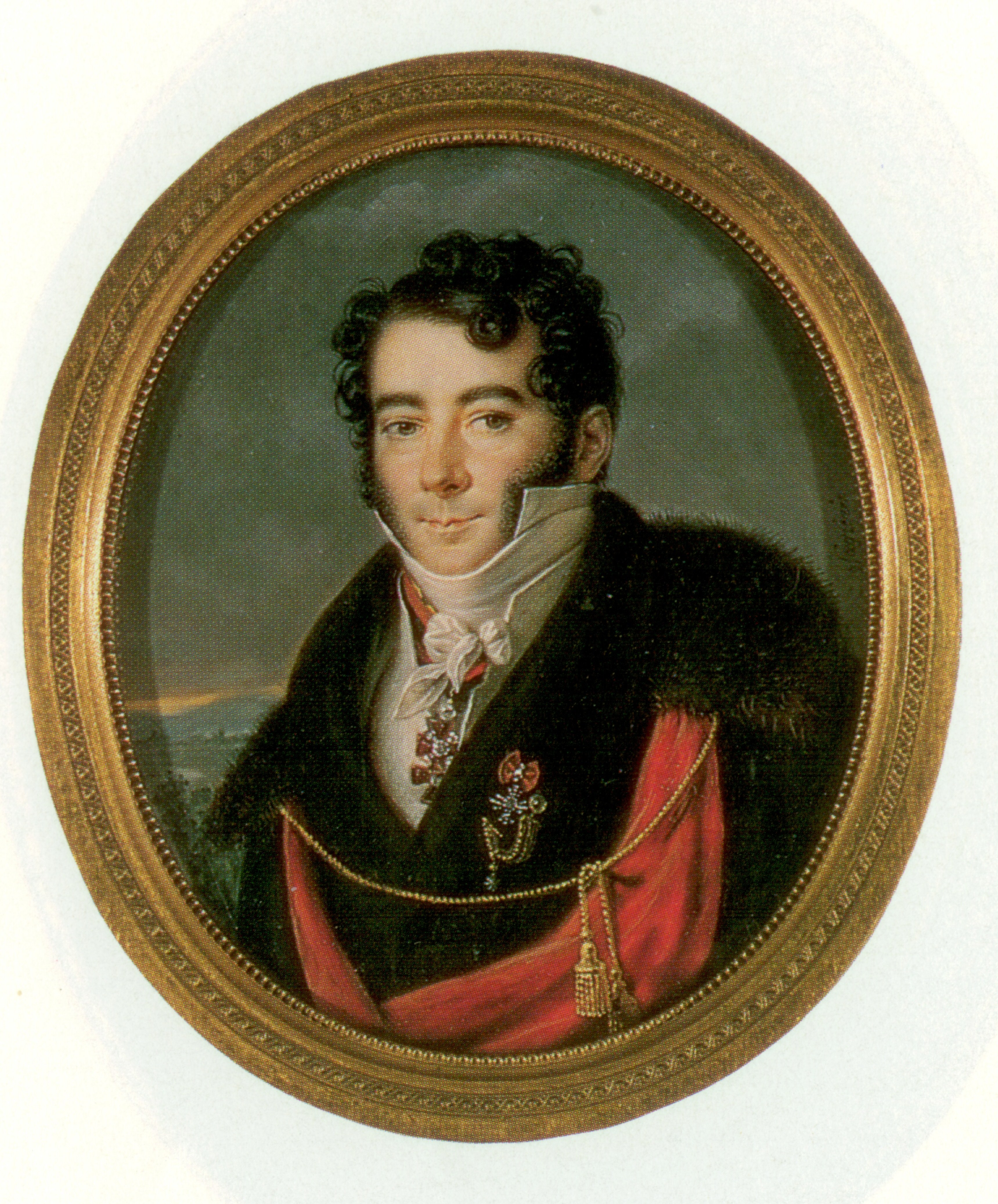
Портрет князя Бориса Алексеевича Куракина, 1820-е гг.
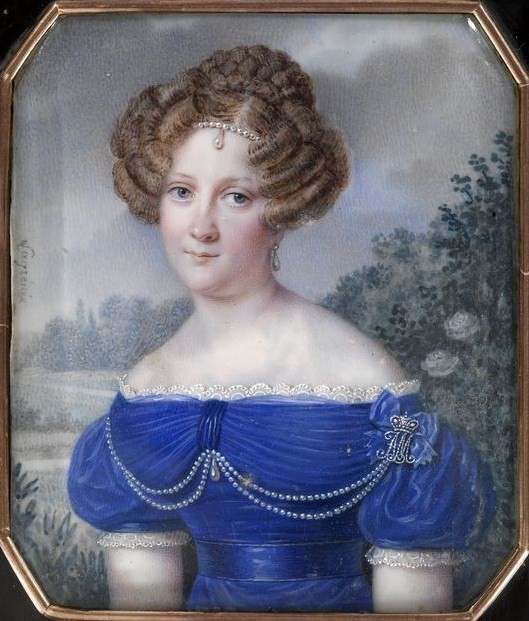
Портрет княжны Софьи Сергеевны Хованской, 1827 г.
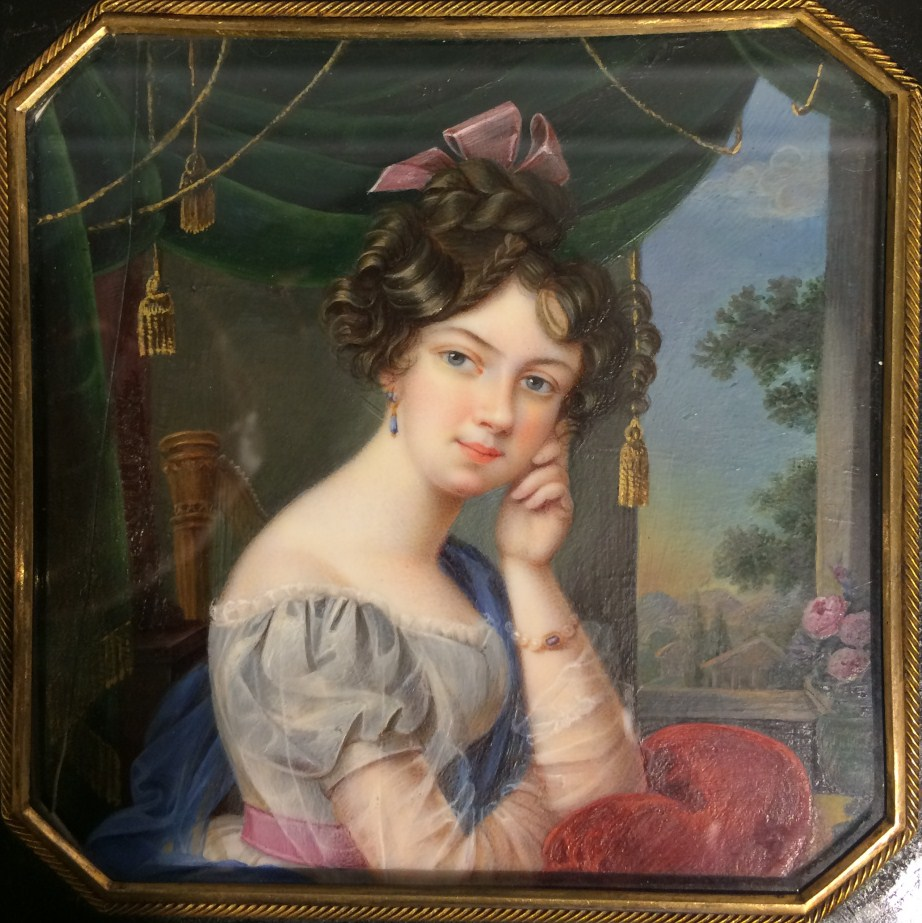
Портрет Екатерины Николаевны Орловой, 1820-е гг.
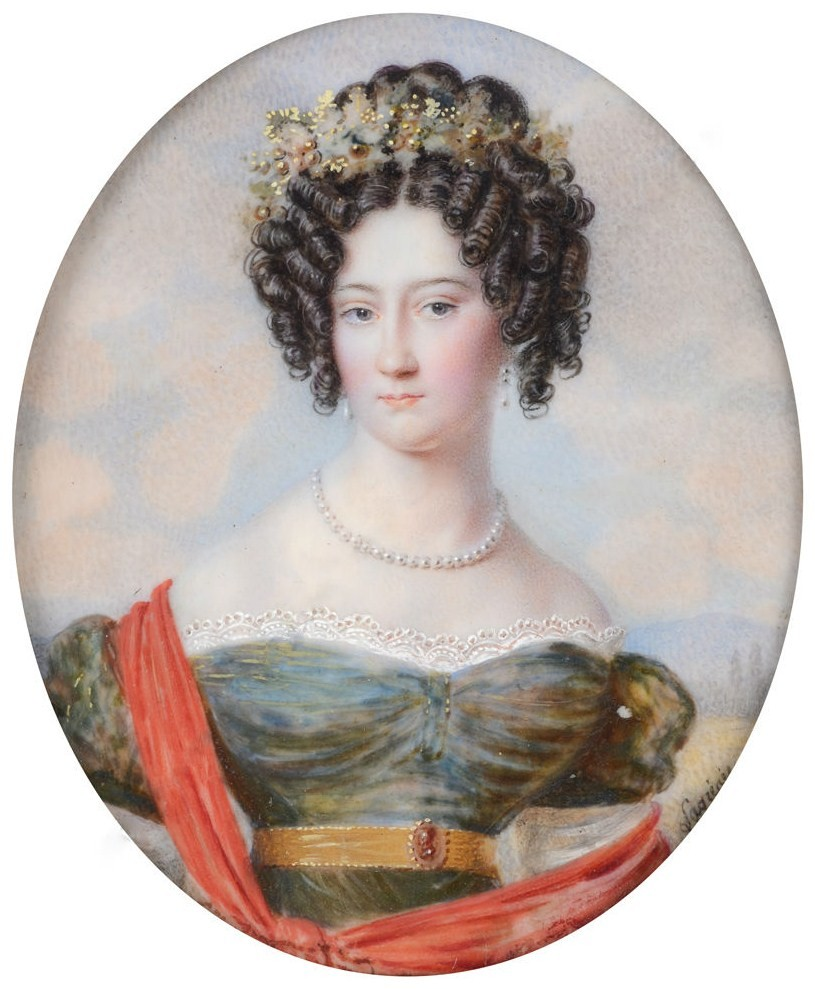
Портрет Екатерины Николаевны Орловой, 1822-1823 гг.
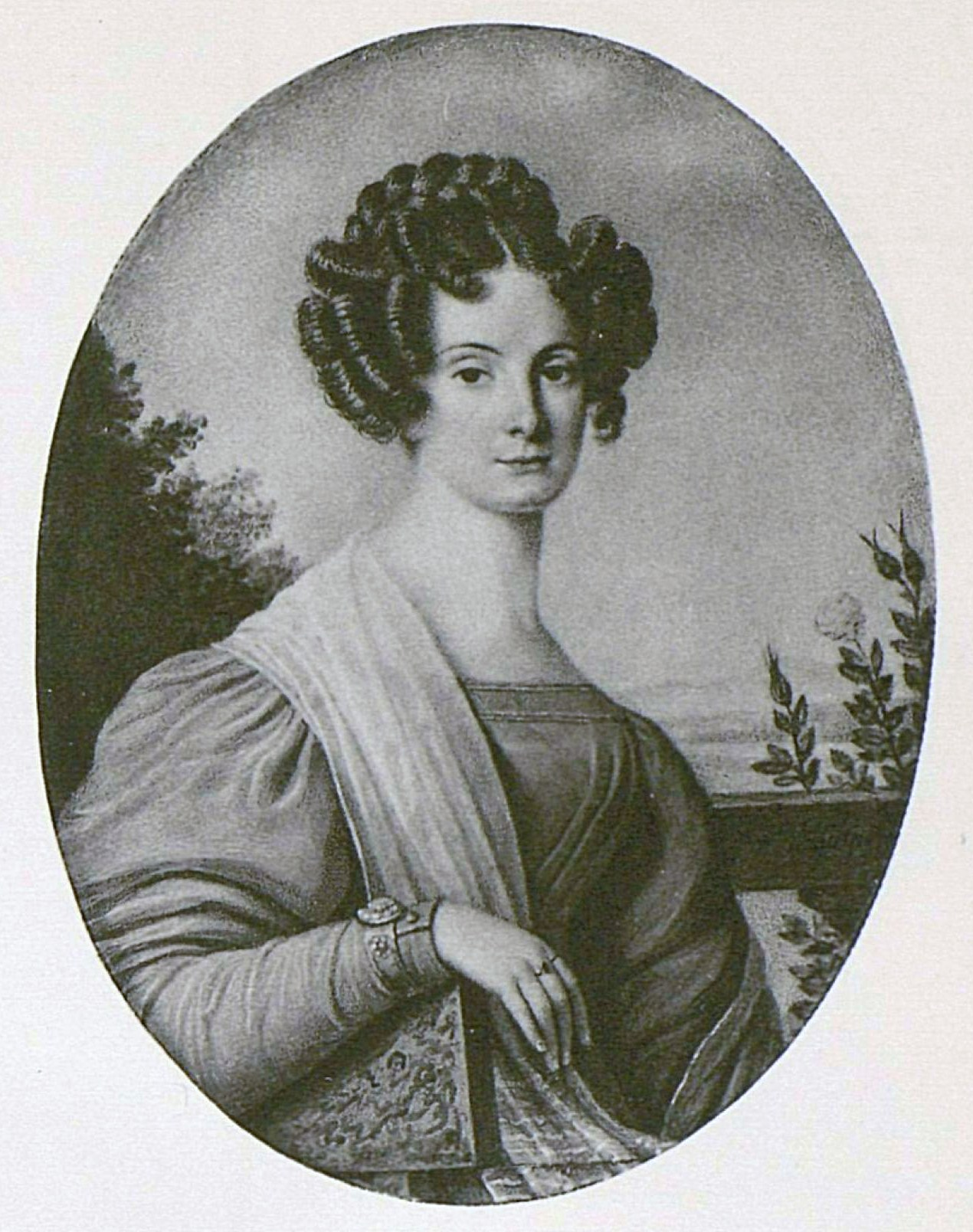
Портрет Екатерины Николаевны Орловой, 1829-1832 гг.